# Рововска уметност
Уметност у рововима је сваки украсни предмет који израђују војници, ратни заробљеници или цивили где је производња директно повезана са оружаним сукобом или његовим последицама. Нуди увид не само у њихова осећања и емоције у вези са ратом, већ и у њихово окружење и материјале које су им имали на располагању. Контроверзно је да ли се предмети направљени од делова тела могу сматрати рововском уметношћу, као што је отварач за писма направљен од кости руке, који је поклоњен Френклину Рузвелту.
Не ограничавајући се на светске ратове, историја рововске уметности обухвата сукобе од Наполеонових ратова до данас. Иако је ова пракса цветала током Првог светског рата, термин „уметност у рововима“ се такође користи за описивање сувенира које је производило услужно особље током Другог светског рата. Неки предмети које су производили војници, ратни заробљеници или цивили током ранијих сукоба ретроспективно су описани као рововска уметност.

## Историја

### Контекст
Ова популарна занатска делатност појавила се током рата 1870. године и посебно се развила у рововима током Првог светског рата, његовог врхунца, затим у логорима за ратне заробљенике током Другог светског рата, да би ублажила досаду. Слично је вековној традицији помораца који праве гравиране и резбарене предмете од китове кости и других материјала. Од зиме 1914-1915, овај занат ће доживети значајан развој.
Војници свих борбених снага, принуђени на неактивност и непокретност рововског ратовања, располагали су значајним количинама метала из чаура муниције испаљене на непријатеља. Потрошња граната од 75 mm била је превелика: само у марту 1916. испаљено је 3,75 милиона у сектору Верден. До краја 1916. године испаљено је више од 60 милиона граната.
Закон од 6. марта 2012. године, иако је донео напредак у неутрализацији одређене муниције, неселективно је сврстао сву другу муницију, чак и гравиране чауре, у категорију А муниције.

### Разноврсна активност
Неки војници су били високо квалификоване занатлије у цивилном животу – златари, гравери, казанџије, прецизни механичари итд. – или сељаци који показују велику мануелну вештину у изради предмета народне уметности. Поновно откривање гестова њихове предратне професије омогућава им да задрже своју хуманост.
Ови мушкарци од сировина израђују многе свакодневне предмете (упаљаче, ножеве, прстење, кутије за накит, бурмуте, штапове, религиозне предмете, држаче за оловке, мастионице итд.), или украсне предмете (војне фигурице, макете авиона итд.) од материјала са лица места: месинг и бакар од пројектила (чауре, гелери) и појединачне опреме (кварт, канте, дугмад, итд.), истопљени алуминијум који се користи у производњи прстенова. Дрво, које је лако пронаћи и које захтева само основни алат је пожељан материјал. Омогућава стварање многих предмета као што су пернице, бурмутије, кутије за накит, играчке, рамови за фотографије, барељефи итд.
Неке од ових предмета иза борбених линија израђују рањени или осакаћени војници, у радионицама које су организовале војне власти. Оснивају се рехабилитационе школе и удружења, попут Les Blessés au travail, која потврђују порекло продатих предмета. Неке предмете су после сукоба израђивали и војници који су остали на ратиштима ради деминирања, и ратни заробљеници ради зараде, а од 1919. године продавани су туристима који су посећивали некадашња ратишта. Недавна археолошка ископавања открила су трагове радионичке депоније, откривене у ЗАЦ Ацтипарц у близини Араса. Ископом дела рова откривено је на десетине остатака месинганог лима. Њихова студија је омогућила да се прати ланац производње заштитних футрола за кутије шибица, али и отварача за писма и копчи за каишеве. Немачки натписи угравирани на неким деловима омогућили су да се идентификују њихови творци, затвореници који су 1919. додељени на поправку железничке пруге Арас-Ленс.

## Категоризација
Постоје четири широке категорије рововске уметности:

### Објекти направљени од војника
Постоји много доказа који доказују да су неке рововске уметности правили војници у рововима током рата.
У With a Machine Gun to Cambrai, Џорџ Копард говори о притискању дугмади своје униформе у глинени под свог рова, затим о сипању растопљеног олова из гелера у отиске да би излио реплике грба пука. 
Резбарије кредом су такође биле популарне, са савременим разгледницама које су приказивале резбарије у стеновитим изданцима. 
Много мањих предмета као што су прстенови и ножеви правили су војници било у линији фронта или потпорних ровова, посебно у мирнијим деловима.
Рањени војници су подстицани да раде у занатима као део њиховог опоравка, при чему су вез и једноставни облици столарије били уобичајени. У With a Machine Gun to Cambrai, Џорџ Копард се присећа да је, док се опорављао од рана у приватној кући у Биркенхеду, „једна љубазна старица донела залихе обојене свиле и платна и поучила нас вештини хеклања. Узорак који сам направио под њеним саветима је ставила у оквир, јер је била презадовољна."
Пример терапеутског веза током Првог светског рата је рад британске војске у Египту, која је фотографисана како шије и везе за сиријске избеглице. Постојао је и Bradford Khaki Handicrafts Club, који је финансиран у Бредфорду, УК, 1918. године, како би се обезбедила радна терапија и запошљавање мушкараца који су се враћали из ровова у Француској.

### Предмети које су направили ратни заробљеници и интернирани
Другу категорију чине предмети ратних заробљеника и интернираних цивила. Заробљеници су имали добре разлоге да праве украсне предмете, јер су имали слободно време и ограничена средства. Због тога је много посла за ратне заробљенике обављено са изричитом намером да се готов производ размени за храну, новац или друге привилегије.
Позивање на рад заробљеника се наводи у сећањима А. Б. Бејкера, W.A.A.C, садржаним у књизи Everyman at War, коју је објавио  1930: „Део мог посла се односио на затворенике смештене у логор близу нашег. Ти Немци били су љубазни људи, били су способни са својим рукама и давали су ми мале резбарије које су направили.

### Предмети које су правили цивили
Трећа категорија су предмети које су направили цивили, што углавном означава цивиле у зони сукоба и око ње, али би укључивало и предмете које су направиле драге особе код куће.
Године 1914. САД су основале Комисију за помоћ у Белгији, коју је водио Херберт Хувер. Испоручивао је основне намирнице, углавном брашно, у штампаним врећама типичним за тај период. Као захвалност, Белгијанци би везли и сликали дизајне, разрађујући их датумима и заставама и слали их назад у САД. Примери ових се сада налазе у Музеју Херберта Хувера, али неки су продати војницима у Паризу или поклоњени.
Цивили у Француској, у зонама које су окупирале трупе, брзо су искористили ново тржиште. Везене разгледнице су се производиле у ономе што је брзо постало кућна радиност, а цивили су скупљали војни отпад и везли га са панелом од газе. Ове разгледнице су приказивале грбове пука или патриотске заставе и националне симболе у изобиљу, а милиони су произведени током рата.
На крају рата, када су цивили почели да се враћају у своје разорене заједнице, појавило се ново тржиште у облику ходочасника и туриста. Током наредних двадесет година, планине одбачених остатака, чаура и опреме за бацање су се полако рециклирале, а мотиви градског грба масовне производње залепљени су на метке, чауре, поклопце и друге објекте из рата како би се продавали туристима.

### Комерцијални објекти
Четврта категорија је чисто комерцијална производња. Након рата, влада је продала тоне материјала и претворила их у сувенире из сукоба. Ломљење брода, посебно ако је брод био умешан у значајне догађаје као што је битка за Јиланд, резултирало је тиме да је већи део дрвета са брода претворен у минијатурну бурад, полице за писма и кутије, са малим месинганим плочама које најављују, нпр. „Направљено од тиковине из HMS Име брода, који се борио у бици за Јиланд“.

## Галерија
- Пар чаура са именима два француска села потпуно уништена и никад обновљена.
- Рововска уметност Првог светског рата са бакрописом коња и потковице на чаури од 80 mm.
- Распеће од чаура из Музеја војске (Париз).
- Објекти у војном музеју у Паризу.
- Предмети из Првог светског рата.
- Ваза за цвеће из Другог светског рата.